# Ametistpyton
Ametistpyton (Simalia amethistina, syn. Morelia amethistina) är en ogiftig art av pytonorm som återfinns i Indonesien och Nya Guinea. Fram tills år 2000 bestod arten ametistpyton av fem underarter som numera listas som självständiga arter: Morelia clastolepis, Morelia tracyae, Morelia nauta, Morelia kinghorni och Morelia amethistina.  Arten var då klassad som den femte största ormarten i världen, men efter omgrupperingen år 2000, då Morelia kinghorni - den största dåvarande underarten från Australien blev egen art, så är ametistpytonen inte längre med i topp av de största ormarna i världen.
Enligt The Reptile Database ingår arten i det ny bildade släktet Simalia.

## Beskrivning

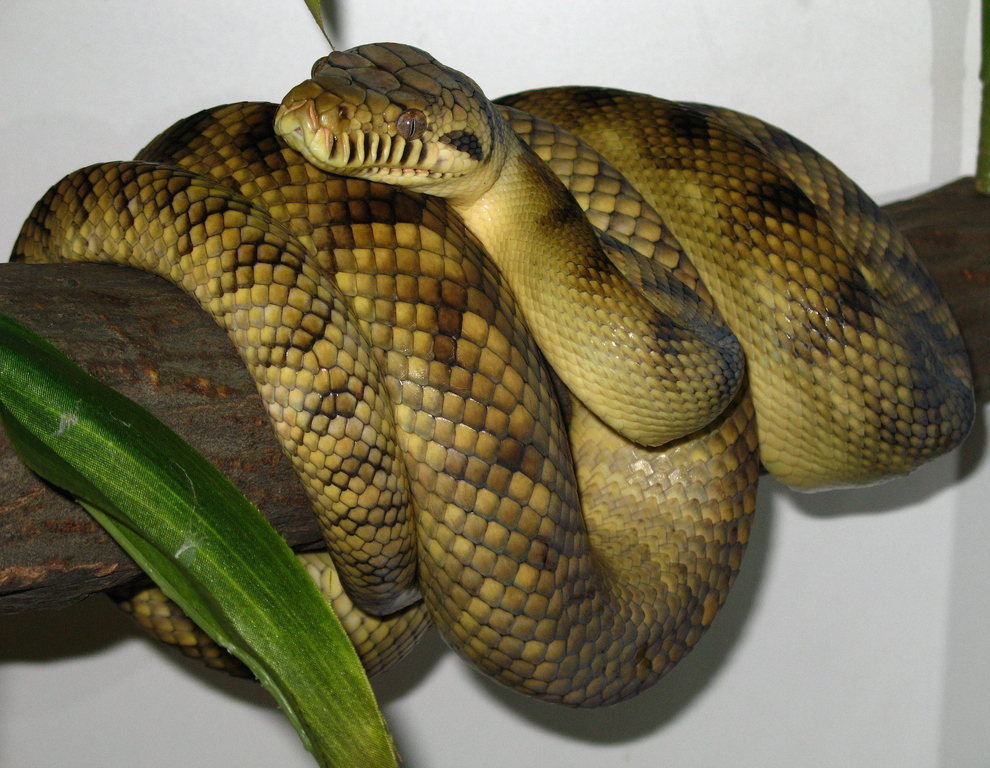
M. amethistina från Sorong

Ametistpytonen är en mycket slank men stark orm. De har en ordentlig uppsättning muskler i kroppen och huvudet är välutrustat med värmegropar och stora tänder - för att kunna fånga mat nattetid. Man har observerat ametistpytonen hänga ovanför fladdermusgrottor där de hittar rikligt med mat. Deras diet består annars av andra fåglar samt gnagare. Honorna växer till en ungefärlig storlek av 250-350 cm i längd medan hanarna tenderar att stanna vid ungefär 200-250 cm. Ametistpytonen har fått sitt namn av det färgspektrum man ser i skinnet på ormen då man tittar på den i solljus. Ungdjur är uteslutande trädlevande medan de vuxna djuren tillbringar mer tid på marken.